# Platycuma sandersi
Platycuma sandersi is een zeekommasoort uit de familie van de Nannastacidae. De wetenschappelijke naam van de soort is voor het eerst geldig gepubliceerd in 1973 door Jones.